# Cerrillos (Argentinien)
Cerrillos ist die Hauptstadt des gleichnamigen Departamentos Cerrillos in der Provinz Salta im Nordwesten Argentiniens. Sie liegt im Zentrum des Valle de Lerma und wird deshalb das geografische Herz des Tales genannt. Die Entfernung bis zur Provinzhauptstadt Salta beträgt 15 Kilometer. Innerhalb der Provinz Salta besitzt sie eine strategische Stellung, weil sie den obligatorischen Zugang zum Valle de Lerma und den Valles Calchaquíes freigibt. In der Klassifizierung der Gemeinden der Provinz gehört sie mit 17.634 Einwohnern zu den Gemeinden der 1. Kategorie. Bezogen auf die Fläche ist sie dagegen mit 224 km² die kleinste Gemeinde. 
Über die Ruta Nacional 68 ist Cerrillos mit dem Wein- und Ausflugsort Cafayate verbunden. Durch den Ort führt auch die Eisenbahnlinie Ferrocarril General Manuel Belgrano, der berühmte tren a las nubes.

## Klima
Das Klima ist subtropisch mit Trockenzeit.

## Geschichte
Vor der Ankunft der Spanier war die Zone von Pulares, Guachipas, Chicoanas und Quilmes bewohnt.
Während des Unabhängigkeitskrieges gegen Spanien wurde in Cerrillos ein wichtiger Vertrag zwischen dem Unabhängigkeitskämpfer Martín Miguel de Güemes und General José Rondeau unterzeichnet.
Die Stadt wurde 1822 gegründet.

## Wirtschaft
Hauptanbauprodukte in der Landwirtschaft sind Tabak, Zuckerrohr und Getreide. 

## Veranstaltungen
Cerrillos ist bekannt für seinen Karneval.
- San José Labrador (1. Mai), Patronatsfest.

## Persönlichkeiten der Stadt
- Manuel J. Castilla, Lyriker und Journalist